# Feketetorkú mézkalauz
A feketetorkú mézkalauz (Indicator indicator) a madarak (Aves) osztályának harkályalakúak (Piciformes) rendjébe, ezen belül a mézkalauzfélék (Indicatoridae) családjába tartozó faj.

## Előfordulása
Afrikában a Szaharától délre honos. A természetes élőhelye a nyílt, fákkal borított területek.

## Alfajai
- Indicator indicator indicator
- Indicator indicator inquisitor

## Megjelenése
Testhossza 20 centiméter, testtömege 30-60 gramm közötti.

## Életmódja
A vadméhek viaszsejtjeivel és lárváival táplálkozik, de mivel ő nem fér hozzá, ezért segítséget vesz igénybe. A méhészborz erős karmaival fel tudja bontani a méhek kaptárát, a már megbontott mézlelőhelyről már a madár is hozzá tud férni. Néha emberek segítségét is igénybe veszi. A madarat a szaglása segíti a méz megtalálásában.

## Szaporodása
A feketetorkú  mézkalauzmadár fészekparazita, a kakukkhoz hasonlóan idegen fészekbe csempészi tojásait.